# Asauhn Dixon-Tatum
Asauhn Antonio Dixon-Tatum (Indianapolis, Indiana, 1 de febrero de 1991) es un baloncestista estadounidense que pertenece a la plantilla de los Halifax Hurricanes de la NBL Canadá. Con 2,13 metros de estatura, juega en la posición de pívot.

## Trayectoria deportiva

### Universidad
Comenzó su andadura universitaria con los Lakers de la Universidad Estatal Grand Valley de la División II de la NCAA, donde en su única temporapa promedió 4,6 puntos y 4,0 rebotes por partido. Al año siguiente jugó en el Chattahoochee Technical College en Marietta, Georgia, donde promedió 10,9 puntos, 11,8 rebotes y lideró la NJCAA en tapones, con 5,4 por partido.
Ya en 2012 accedió a la División I de la NCAA, jugando dos temporadas con los Tigers de la Universidad de Auburn, en las que promedió 4,8 puntos, 4,6 rebotes y 1,7 tapones por partido.

### Profesional
Tras no ser elegido en el Draft de la NBA de 2014, sí lo fue en la cuarta posición de la segunda ronda del Draft de la NBA Development League por los Maine Red Claws. Jugó tres temporadas, todas como suplente, siendo la mejor la última de ellas, en la que promedió 5,4 puntos y 3,5 rebotes por encuentro.
En noviembre de 2017 fichó por el equipo canadiense de los Island Storm, pero solo llegó a disputar un partido, regresando a la G League donde jugaría con los Salt Lake City Stars en la temporada 2017-18 y con los Texas Legends en la temporada 2018-19. El diciembre de 2019 fue reclamado por los Capital City Go-Go, pero un par de días después se comprometió con los Halifax Hurricanes de la NBL Canadá.